# Iginniarfik
Iginniarfik (zastarale Igíniarfik) je vesnice v kraji Qeqertalik v západním Grónsku. V roce 2017 tu žilo 79 obyvatel.

## Doprava
Air Greenland dodává obci jako součást vládní zakázky vrtulníky, které létají pouze v zimě, z heliportu Iginniarfik do heliportu Ikerasaarsuk a heliportu Kangaatsiaq. Heliporty patřící osadám v Aasiaatském souostroví jsou jedinečné v tom, že jsou v provozu pouze během zimy a na jaře.
V létě a na podzim, když jsou vody v zálivu Disko sjízdné, komunikace mezi osadami je pouze po moři. Diskoline trajektově spojuje Iginniarfik s Kangaatsiaqem, Attu, Ikerasaarsukem, Niaqornaarsukem a Aasiaatem.

## Počet obyvatel
Počet obyvatel Iginniarfiku byl stabilní v posledních dvou desetiletích. Od roku 2010 počet obyvatel stoupal až do roku 2012, v roce 2013 začal klesat, od roku 2015 je ale počet obyvatel opět stabilní.